# أندريا دل فروكيو

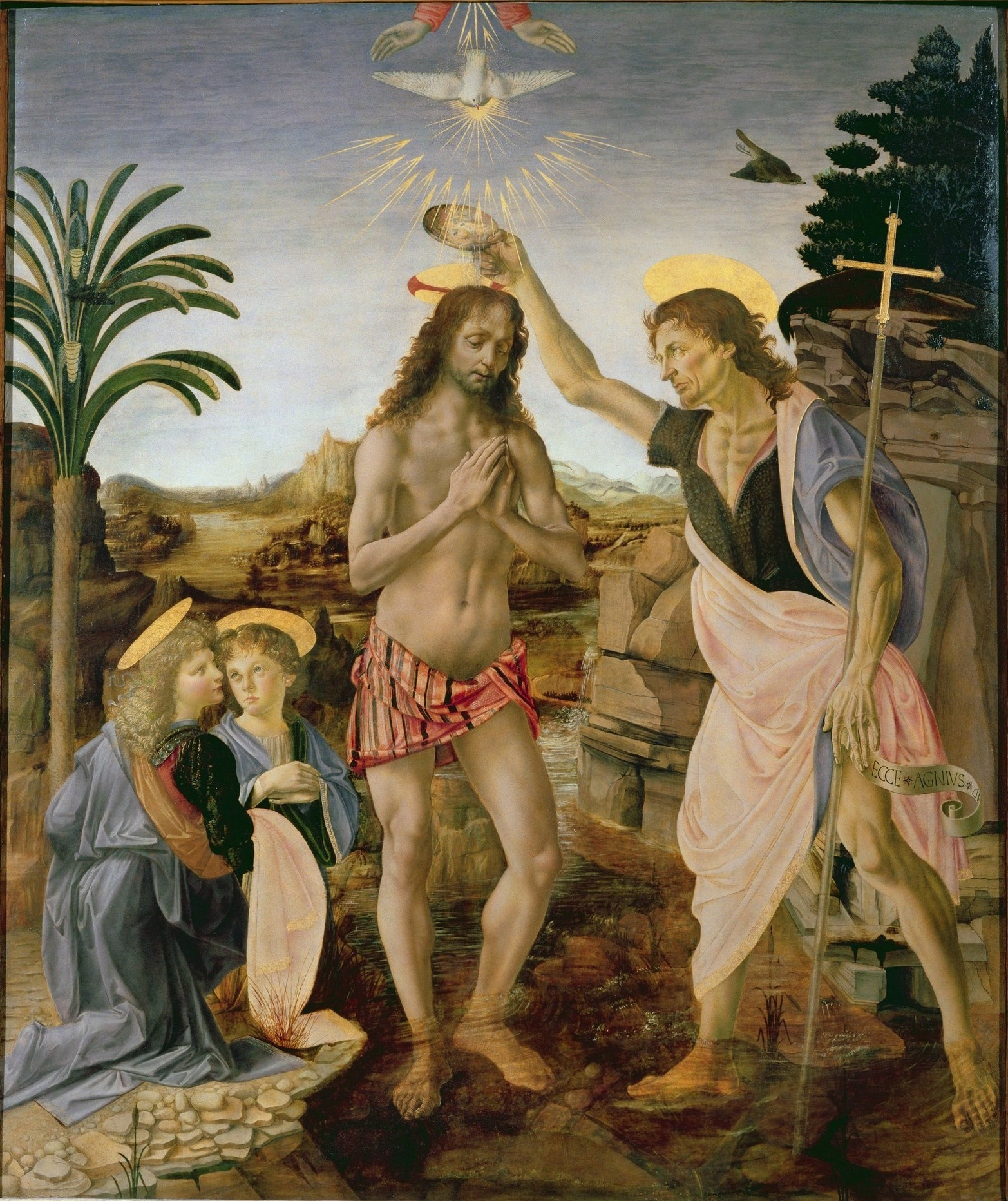
The Baptism of Christ, 1474-1475, Verrocchio and ليوناردو دا فينشي.

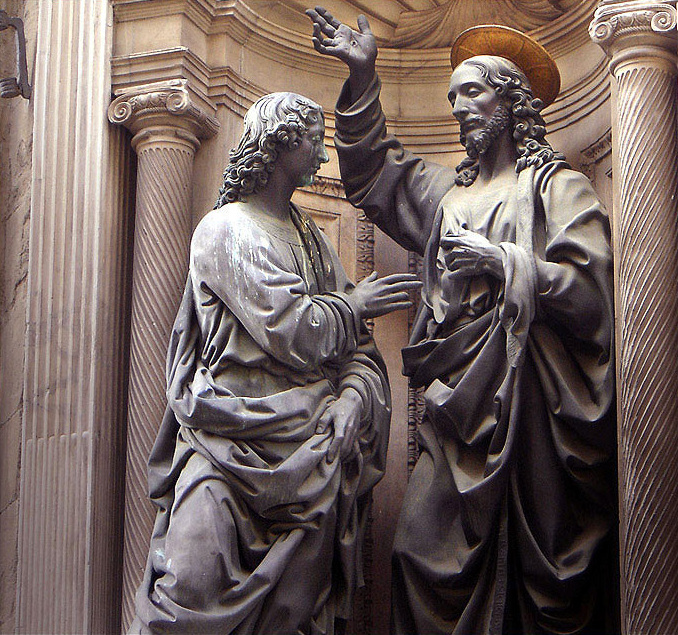
Christ and St. Thomas, Orsanmichelle, Florence.

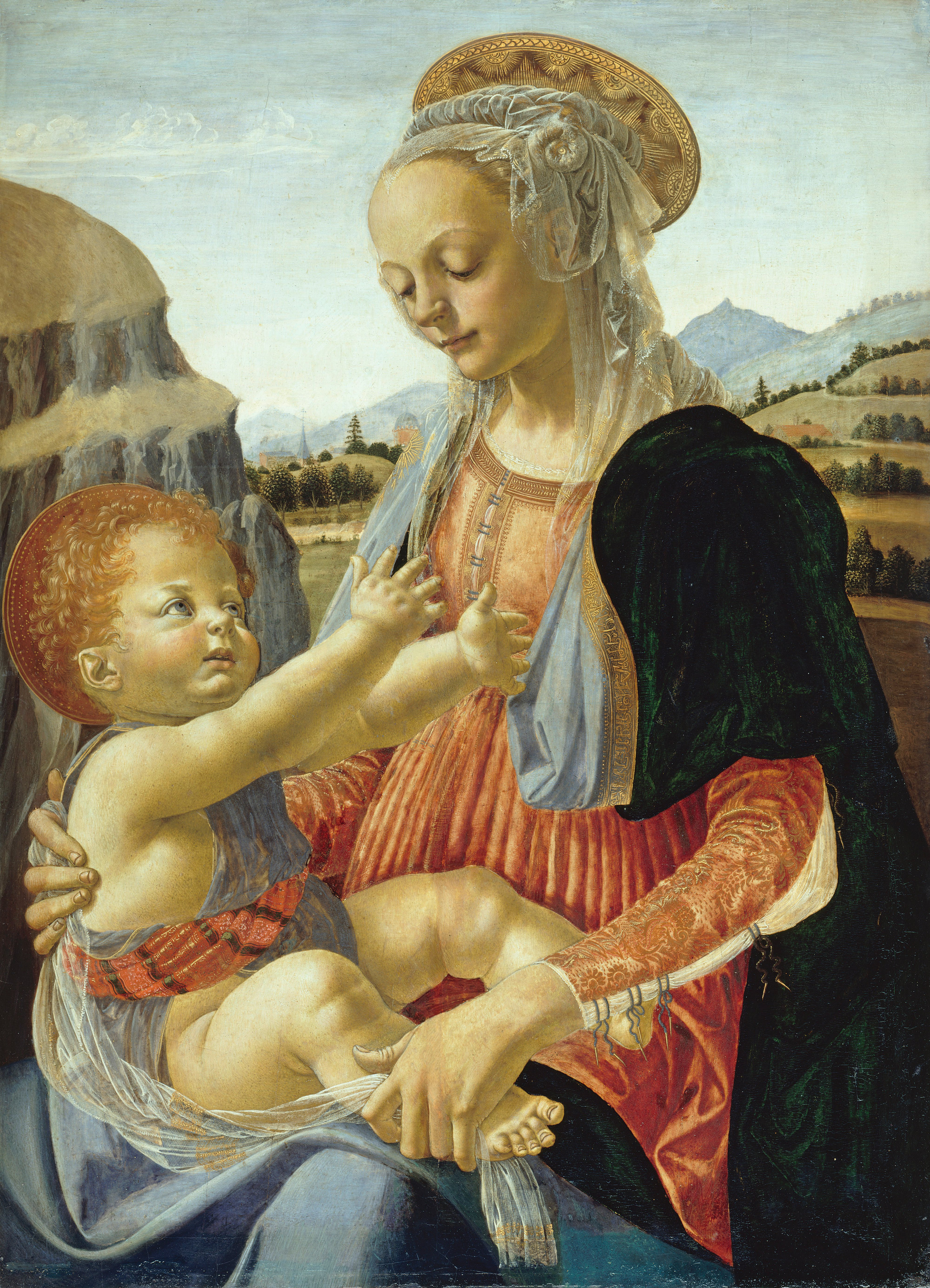
Madonna with Child, c.1470,Verrocchio. Berlin, Gemäldegaleriet.

أندريا دِل فِـرّوكيو ، (بالإنجليزية: Andrea del Verrocchio) اسم الميلاد (بالإنجليزية: Andrea di Michele di Francesco de' Cioni) تاريخ (c. 1435 – 1488، هو من الفنانين الرسامين المهمين في عصر النهضة في فلورنسا وقد كان معلم ليوناردو دا فينشي

## وصلات خارجية
- أندريا دل فروكيو على موقع الموسوعة البريطانية (الإنجليزية)
- أندريا دل فروكيو على موقع ميوزك برينز (الإنجليزية)
- أندريا دل فروكيو على موقع إن إن دي بي (الإنجليزية)

- Andrea del Verrocchio in the "History of Art"
- Andrea Verrocchio biography
- List of sites displaying Verrocchio's work
- Andrea del Verrocchio biography